# Orchestre International du Vetex
Orchestre International du Vetex is een feestfanfare uit het Belgische Kortrijk. Vlaamse, Waalse en Noord-Franse muzikanten van diverse sociale achtergrond mengen zigeunermuziek, balkan beats, ska, latin en klezmer om bijvoorbeeld polka of tarantella op te dansen. De groep bestaat uit blazers (fluit, trombone, saxofoon, trompet, bugel, klarinet, sousafoon) die worden ondersteund door drums, percussie en accordeon. Trompettist Thomas Morzewski maakt de meeste nummers, maar de fanfare werkt met verschillende componisten en een wisselende bezetting.
In 2004 werd het gezelschap opgericht door Ruben Deprez en Michaël De Schrijver als tijdelijk project bij de wijkwerking van Theater Antigone rond de V-Tex, een oude texielfabriek in de Kortrijkse kanaalzone. Het OCMW nam het initiatief om amateur- en professionele muzikanten samen te brengen. De eerste optredens waren een schot in de roos waardoor professioneel management nodig bleek. Piet Decoster en Trui Dewaele namen dit op zich met Via Lactea. Na een tournee langs Europese straattheaterfestivals werd de fanfare in 2007 bekroond met de Beyond Publieksprijs, een prijs voor buitengewoon talent uit Nederland en België. In 2012 heeft Ruben Deprez de groep verlaten. Begin 2017 had de groep al meer dan 600 concerten gespeeld, voornamelijk in België en Frankrijk maar ook verder in Europa en zelfs op tournee in Latijns-Amerika (2013) en China (2017).

## Albums
| Jaar | Album           | Opmerkingen                                               |
| ---- | --------------- | --------------------------------------------------------- |
| 2005 | Le Beau Bazar   | CD & DVD - opname Hein Devos & Ruben Deprez               |
| 2007 | Flamoek Fantasy | CD - opname Hein Devos & Ruben Deprez                     |
| 2011 | Total Tajine    | 2CD                                                       |
| 2015 | Fifavela        | Design door Jean-Baptist Lison, foto's door Piotr Spigiel |

Naast deze vier studioalbums ook 
- Mix Grill (juni 2010): box met een live-DVD van optreden in Stadsschouwburg Kortrijk op 5 november 2009, een DVD met reportages van Chantal Notté (No Télé), Adela Jusic, Céline Ader & Ruben Deprez en een CD met onuitgegeven diverse uittreksels.[6]
- Cumbia Internacional (2013): heruitgaves en remixen naar aanleiding van de Latijns-Amerikaanse tournee.[7]